# Refrigerantes e Canções de Amor
Refrigerantes e Canções de Amor é um filme português do género comédia romântica, realizado por Luís Galvão Teles, escrito por Nuno Markl e protagonizado por Ivo Canelas, Victoria Guerra, João Tempera e Lúcia Moniz. Estreou-se em Portugal a 25 de agosto de 2016.

## Elenco
- Ivo Canelas como Lucas Mateus
- Victoria Guerra como Susana, dinossaura cor-de-rosa
- Lúcia Moniz como Carla
- João Tempera como Pedro Capelo
- Ruy de Carvalho como Anísio
- André Nunes como Daniel
- Gregório Duvivier como geek
- Marco Delgado como Mário
- Sérgio Godinho como Navalhas
- Jorge Palma
- David Carreira
- João Gil como executivo
- Luís Lucas como presidente da Dinosumos
- Daniela Faria como executiva
- Luísa Cruz como funcionária
- Manuel Moura dos Santos como executivo
- Margarida Moreira como mulher bela
- Marina Albuquerque como peixeira

## Reconhecimentos
| Ano  | Prémios                      | Categorias                   | Destinatários e nomeados                                                                                            | Resultado | Referências |
| ---- | ---------------------------- | ---------------------------- | --- | --------- | ----------- |
| 2016 | Caminhos do Cinema Português | Melhor banda sonora original | Filipe Raposo | Venceu    | [ 4 ]       |
| 2016 | Caminhos do Cinema Português | Melhor direção artística     | Artur Pinheiro | Venceu    | [ 4 ]       |
| 2016 | Caminhos do Cinema Português | Prémio do Público            | Refrigerantes e Canções de Amor                                                                                     | Venceu    | [ 4 ]       |
| 2017 | 3.º Prémios Sophia           | Melhor canção original       | "Refrigerantes e Canções de Amor", letra de Sérgio Godinho e música de Filipe Raposo                                | Venceu    | [ 5 ] [ 6 ] |
| 2017 | 3.º Prémios Sophia           | Melhor canção original       | "Balada para uma Dinossaura", letra e música de João Tempera                                                        | Indicado  | [ 5 ] [ 6 ] |
| 2017 | 3.º Prémios Sophia           | Melhor canção original       | "Sobe o Calor", letra de Sérgio Godinho e música de Filipe Raposo                                                   | Indicado  | [ 5 ] [ 6 ] |
| 2017 | 3.º Prémios Sophia           | Melhor banda sonora original | Filipe Raposo | Indicado  | [ 5 ] [ 6 ] |
| 2017 | Prémios CinEuphoria          | Melhor direção artística     | Artur Pinheiro | Venceu    |             |
| 2017 | Prémios CinEuphoria          | Melhor elenco                | Ivo Canelas, Ruy de Carvalho, Sérgio Godinho, Victoria Guerra, Lúcia Moniz, André Nunes, Jorge Palma e João Tempera | Indicado  |             |
| 2017 | Prémios CinEuphoria          | Melhor música original       | "Refrigerantes e Canções de Amor", letra de Sérgio Godinho e música de Filipe Raposo                                | Indicado  |             |